# Ruhingira
Ruhingira är ett vattendrag i Burundi.   Det ligger i provinsen Ruyigi, i den östra delen av landet, 120 kilometer öster om huvudstaden Bujumbura.
Omgivningarna runt Ruhingira är en mosaik av jordbruksmark och naturlig växtlighet. Runt Ruhingira är det ganska tätbefolkat, med 155 invånare per kvadratkilometer.